# Технічне рішення
Техні́чне рі́шення — структурна частина результату технічної творчості, яка визначає принципові, схематичні, теоретичні рішення, що стосуються виробу як технічної системи і безпосередньо пов'язана з конструкцією, технологією, принципом роботи чи матеріалом.

## Загальні положення
Технічне рішення подається у формі розкритої технічної ідеї, яку можна здійснити із залученням фахівців без застосування винахідництва. Воно повинно бути практично здійснимим, корисним, працездатним.
Технічні рішення з'являються при розробленні виробу, яке по суті є технічною творчістю. Створенню технічного рішення передує підготовчий процес, у якому узагальнюється попередній досвід, ставиться завдання, формулюється й уточнюється мета. У розробку технічного рішення безпосередньо входить створення варіантів вирішення завдання, що забезпечують досягнення мети, їх аналіз та вибір остаточного варіанту. У процесі конструювання конструктор детально обробляє технічне рішення, втілює його у конкретну форму реального виробу.

## Класифікація технічних рішень
Технічні рішення характеризуються ознаками, які у залежності від важливості з точки зору досягнення поставленої мети, поділяються на суттєві (головні) і додаткові (другорядні).
Серед множини ознак, що характеризують технічне рішення, є такі, що виражають суть, природу і корінні властивості технічного рішення. Ці ознаки називаються суттєвими. Кожна із суттєвих ознак є необхідною, а всі разом достатніми для характеристики технічного рішення та забезпечують досягнення поставленої мети. Додатковими ознаками є ознаки, які доповнюють, розвивають і уточнюють технічне рішення.
Технічні рішення у залежності від ступеня складності конструктивного виконання поділяються на прості і складні.
Складні технічні рішення мають ієрархічну структуру, у якій суттєві ознаки рішення у цілому є самостійними технічними рішеннями нижчого порядку, котрі у свою чергу можуть поділятись на низку суттєвих ознак. Ці суттєві ознаки є додатковими ознаками рішення в цілому і можуть виступати самостійними технічними рішеннями. Технічні рішення, суттєві ознаки яких не можуть виступати як самостійні технічні рішення, називаються простими.
Технічні рішення можуть належати до виробу в цілому, його функціонального вузла, деталі вузла або, навіть, до конструктивного елемента деталі.

## Роль технічних рішень
Технічне рішення виявляється лише у процесі розробки або проведення аналізу конструкції і принципів роботи виробу. У технічній документації та діючому виробі технічні рішення втілені у певній сукупності вузлів, деталей чи їх елементів. У процесі розроблення виробляються технічні рішення, як основа побудови деталі, вузла чи виробу у цілому. Чим детальніше проробляються обрані технічні рішення, тим досконалішою і якіснішою буде конструкція.
Технічні рішення можуть служити для порівняння й оцінювання різних виробів. Нерідко у практиці розроблення необхідно оцінити й обрати виріб, що найбільше підходить з множини аналогів. Усю розробку в цілому порівняти важко, особливо якщо конструкція є складною і включає різні вузли і системи: електричні, пневматичні, гідравлічні тощо. Порівнянню піддаються технічні рішення, до яких можна застосувати спільний критерій, що характеризує головний принцип вибору.

## Новизна технічного рішення
Нові розробки, в тому числі застосування в них раніше розроблених конструкцій і принципів роботи, є творчим завданням інженера-конструктора. Як будь-який об'єкт творчої діяльності нова розробка в цілому і технічні рішення використані в ній, мають певні відмінності від відомих зразків, тобто, мають певну новизну. Ці відмінності можуть проявлятись у формі, розмірах, компонуванні, принципі роботи, матеріалі, що використовується тощо.
Новизна технічного рішення — характеристика, що визначає те коло осіб, для яких дане рішення є відомим. Технічне рішення, яке є новим для автора, може виявитись відомим для інших осіб. Визначення ступеня новизни технічних рішень дає можливість оцінити рівень розробки. Технічні рішення, що характеризуються суттєвими відмінностями, новизною і які забезпечують позитивний ефект є суспільно необхідними (значимими). Такого роду технічні пропозиції лежать в основі винаходів, корисних моделей, промислових зразків та раціоналізаторських пропозицій.